# Anopheles cucphuongensis
Anopheles cucphuongensis este o specie de țânțari din genul Anopheles, descrisă de Phan, Manh și Hinh în anul 1990.
Este endemică în Vietnam. Conform Catalogue of Life specia Anopheles cucphuongensis nu are subspecii cunoscute.